# NGC 3213
NGC 3213 est une petite galaxie spirale située dans la constellation du Lion. Sa vitesse par rapport au fond diffus cosmologique est de 1 670 ± 23 km/s, ce qui correspond à une distance de Hubble de 24,6 ± 1,8 Mpc (∼80,2 millions d'al). NGC 3213 a été découverte par l'astronome français Édouard Stephan en 1883.
La classe de luminosité de NGC 3213 est II-III et elle présente une large raie HI. Elle renferme également des régions d'hydrogène ionisé.
À ce jour, trois non basées sur le décalage vers le rouge (redshift) donnent une distance de 33,500 ± 0,608 Mpc (∼109 millions d'al), ce qui est à l'extérieur des valeurs de la distance de Hubble. Notons que c'est avec la valeur moyenne des mesures indépendantes, lorsqu'elles existent, que la base de données NASA/IPAC calcule le diamètre d'une galaxie et qu'en conséquence le diamètre de NGC 3213 pourrait être d'environ 8,93 kpc (∼29 100 al) si on utilisait la distance de Hubble pour le calculer.

## Groupe de NGC 3227
NGC 3213 fait partie du groupe de NGC 3227. En plus de NGC 3213 et de NGC 3227, ce groupe comprend au moins 14 autres galaxies dont NGC 3162, NGC 3177, NGC 3185, NGC 3187, NGC 3190, NGC 3193, NGC 3226, NGC 3227, NGC 3287 et NGC 3301.